# Пешков Олег Анатолійович (Герой РФ)
Олег Анатолійович Пешков (рос. Олег Анатольевич Пешков; 3 серпня 1970, Косіха, Алтайський край, РРФСР — 24 листопада 2015, Провінція Латакія, Сирія) — російський військовий льотчик, підполковник ПКС РФ. Учасник російської військової інтервенції в Сирію. Герой Російської Федерації.

## Біографія
Народився в селі Косіха Алтайського краю. Через деякий час сім'я переїхала до Усть-Каменогорська, де у 1985 році закінчив восьмирічну школу. 1987 року закінчив із золотою медаллю Свердловське суворовське військове училище, 1991 року закінчив із золотою медаллю Харківське вище військове авіаційне училище льотчиків.
Після училища почав службу льотчиком-інструктором на МіГ-21 на авіабазі Кант (Киргизька РСР), потім з 1992 по 1998 рік проходив службу в авіаційному гарнізоні Возжаївка (Амурська область) у розвідувальному авіаційному полку, служив командиром ескадрильї.
З 2009 року очолював службу безпеки польотів у 4-му Державному центрі підготовки авіаційного персоналу та військових випробувань Міністерства оборони Російської Федерації. З відзнакою закінчив Військово-повітряну академію імені Гагаріна. Під час служби освоїв п'ять типів літаків. Загалом налітав 1750 годин. Армійська кваліфікація — військовий льотчик-снайпер.

### Загибель
24 листопад 2015 року як командир екіпажу фронтового бомбардувальника Су-24М збитий під час виконання бойового завдання у провінції Латакія турецькими ВПС, через те, що порушив повітряний простір країни на кордоні з Сирією. Це збиття було першим знищенням російського (чи радянського) військового літака збройними силами держави — члена НАТО після 1950-х.
Пешков загинув. За однією із версій російських ЗМІ він був обстріляний після катапультування із літака бійцями, які зараховували себе до турецької ультраправої організації «Сірі вовки». Штурман екіпажу капітан Костянтин Мурахтін успішно катапультувався, приземлився поза зоною обстрілу та був евакуйований спеціальними підрозділами російських та сирійських збройних сил на авіабазу Хмеймім.
25 листопада Президент Росії Путін надав Пешкову звання Героя Росії посмертно
Похований 2 грудня 2015 року на Центральній алеї міського цвинтаря Липецька з військовими почестями.
Через цей інцидент відносини між Росією й Туреччиною залишалися напруженими протягом семи місяців, поки в кінці червня 2016 року президент Туреччини Реджеп Ердоган не висловив жаль Путіну у зв'язку з загибеллю пілота.

### Особисте життя
Був одружений. Виховував сина та дочку. Є молодший брат Павло.